# Kolbászfa
A kolbászfa vagy szalámifa (Kigelia africana) az ajakosvirágúak (Lamiales) rendjébe, ezen belül a szivarfafélék (Bignoniaceae) családjába és valószínűleg a Coleeae nemzetségcsoportba tartozó Kigelia nemzetség egyetlen faja.

## Előfordulása
A nemzetségcsoport többi fajától messze elszakadva, Nyugat-Afrikában, az időszakos trópusi esők övében honos. Díszfaként elterjedt, de nem gyakori. Betelepítették egyebek közt Madeira déli oldalának tengerparti sávjába is (100 méter magasságig).

## Megjelenése
Eredeti, meleg és csapadékos termőhelyén mintegy 20 méter magasra nő meg. Koronája eleinte gömbölyded, később kiszélesedik. Szürke kérge eleinte sima, idősebb korában pikkelyekben lehull.
Átellenesen vagy hármas örvökben álló, szárnyalt, összetett leveleinek hossza elérheti az 5 métert, a 7-11 elliptikus vagy visszás-tojásdad levélke 10-15 centiméter hosszú. A levél merev bőrnemű, érdes szőrű.
Mélyvörös–bíborvörös, külső oldalukon sárgán erezett trombita alakú virága 10-15 centiméteres, a párta széles tölcsér alakú, kissé görbült, 5 hátrahajló cimpával. A négy porzó két párban áll. A hosszú kocsányon lecsüngő buga hossza elérheti az 1 métert.
Gyakran méternyi kocsányon csüngő, kolbászra, illetve hurkára emlékeztető alakú termés szürkésbarna, általában 0,5-1 méter hosszú, 18 centiméter vastag; tömege elérheti a 10 kilogrammot. A termések közt megnyúltak és tömzsibbek egyaránt akadnak.
|  |  |

## Életmódja
Leveleit a száraz évszakra lehullatja.
Június–augusztusban virágzik. Nappal csak bimbóit vagy elnyílt virágait láthatjuk, mert egy-egy virágja csupán egyetlen éjszakán nyílnak. A megporzó denevéreket kellemetlen szagukkal csalogatják magukhoz.

## Felhasználása
Sajátos termése, amelynek a nevét köszönheti, nem ehető, a népi gyógyászatban és a mágiában azonban sokféle célra használják. A reumától a kígyóharapáson és a szifiliszen át a gonosz szellemek rontásáig, sőt a forgószelekig alig akad olyasmi, amire ne javallanák. Emiatt angol nyelvterületen gyakran fétisfának (fetish tree) nevezik.

## Képek

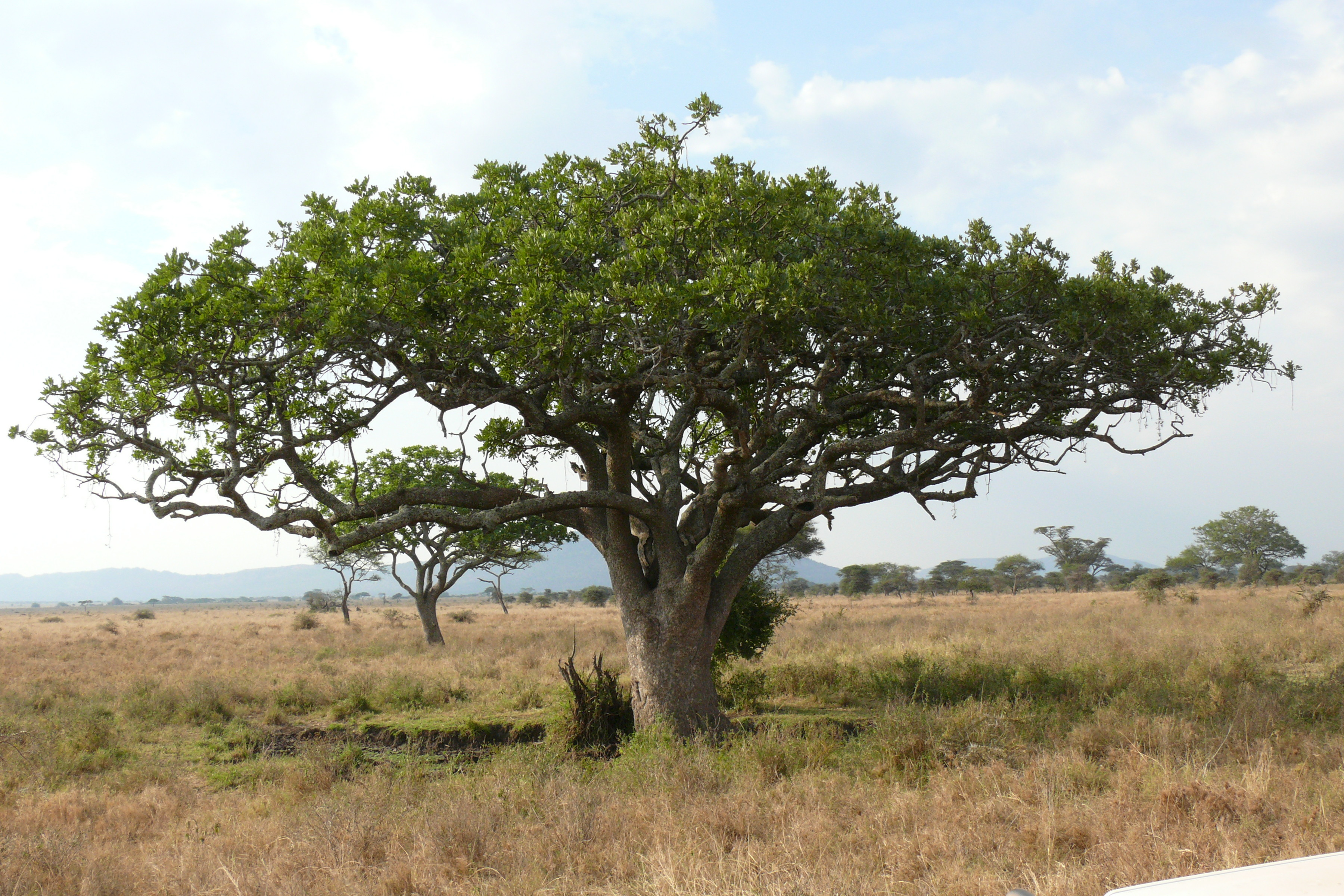
Felnőtt fa
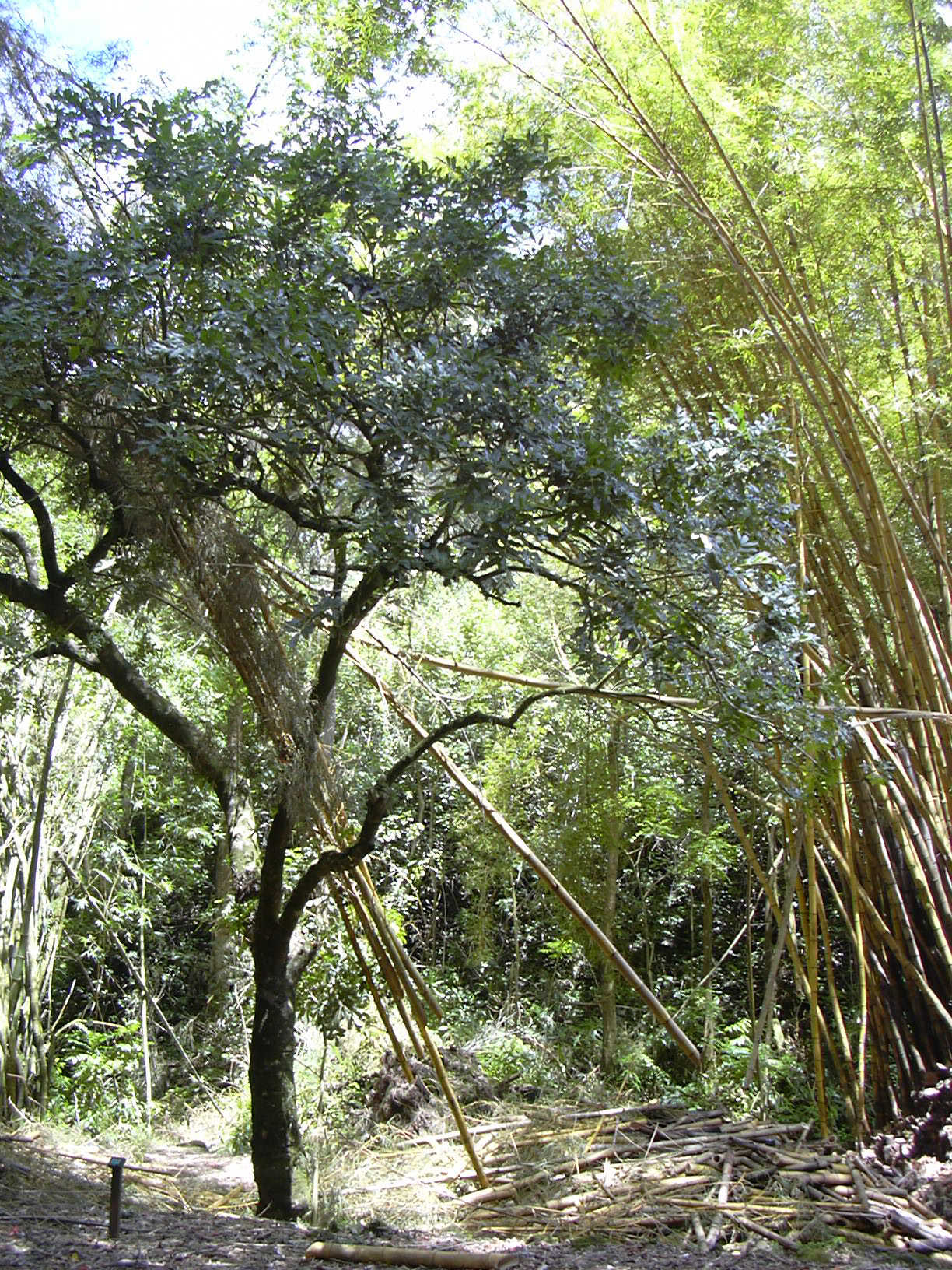
Fiatal fa
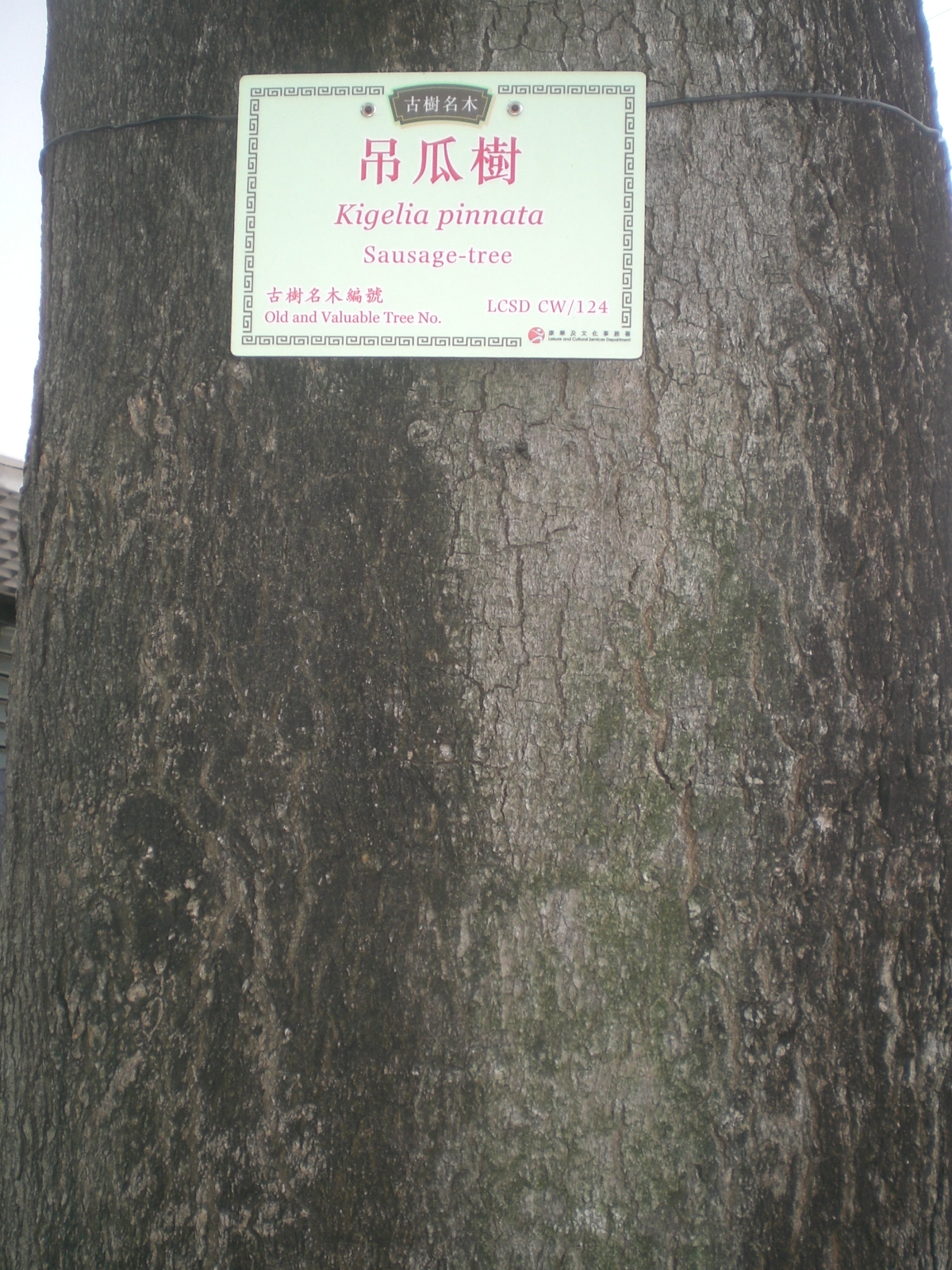
A törzse,
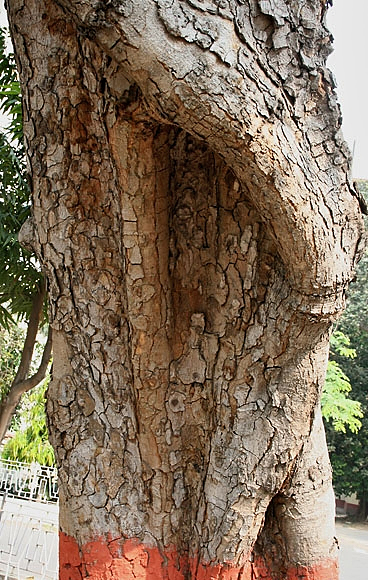
kérge,
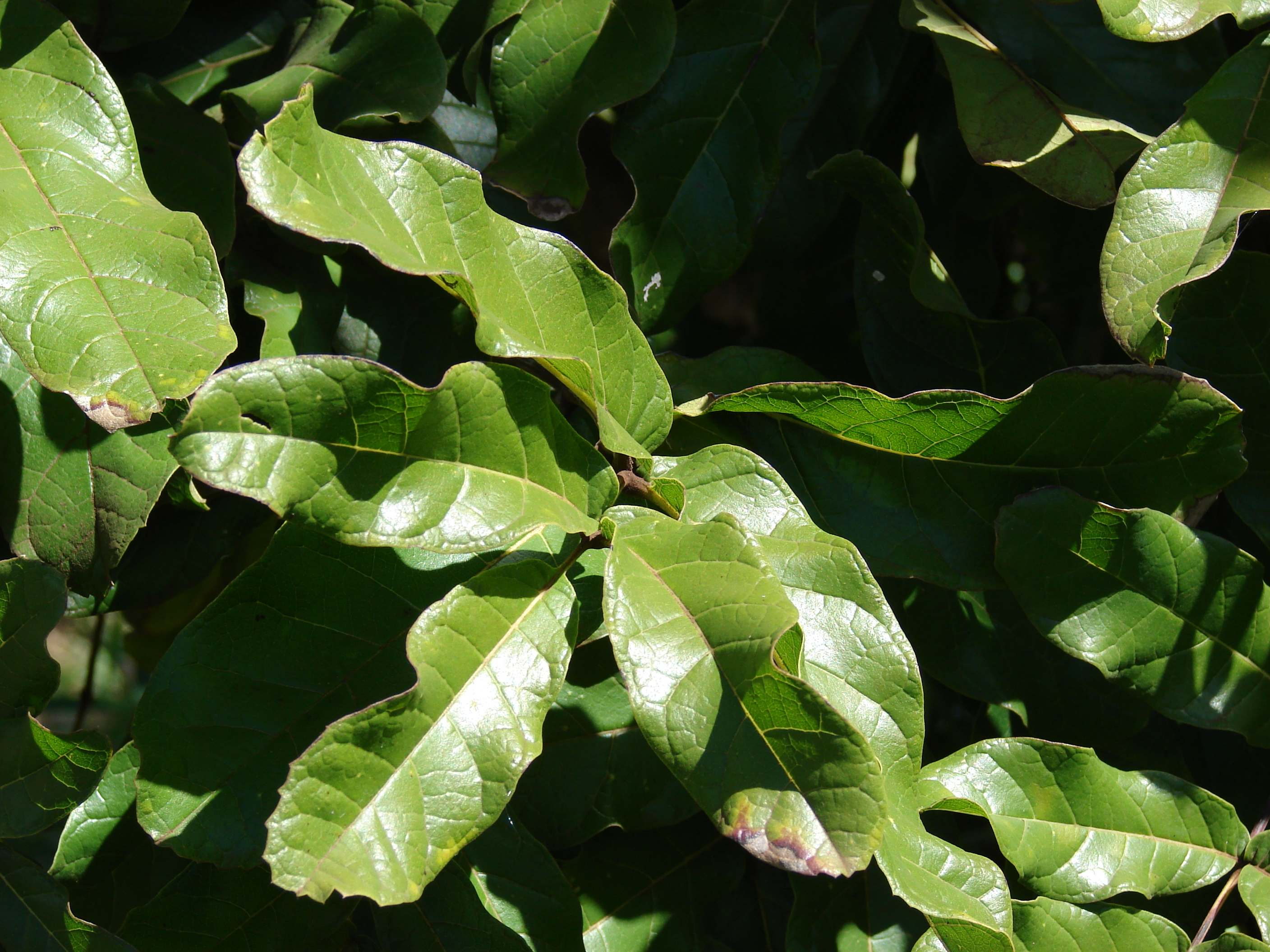
levelei
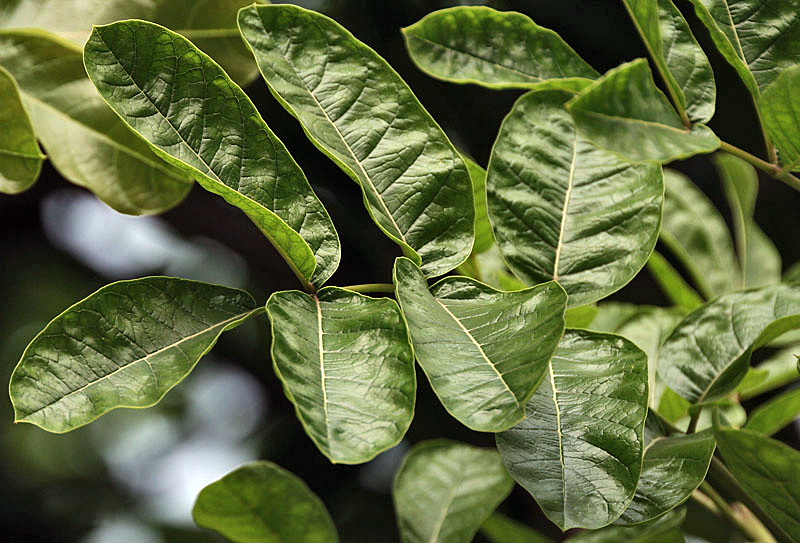
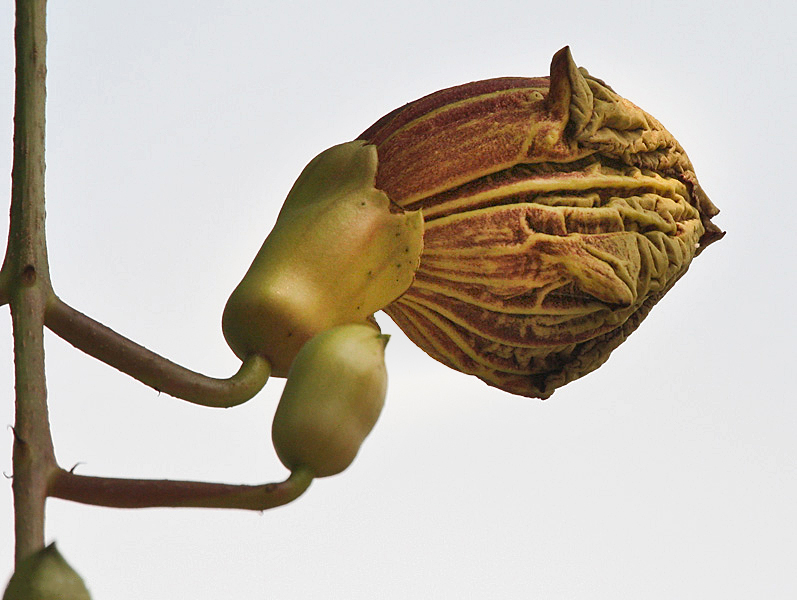
és bimbója
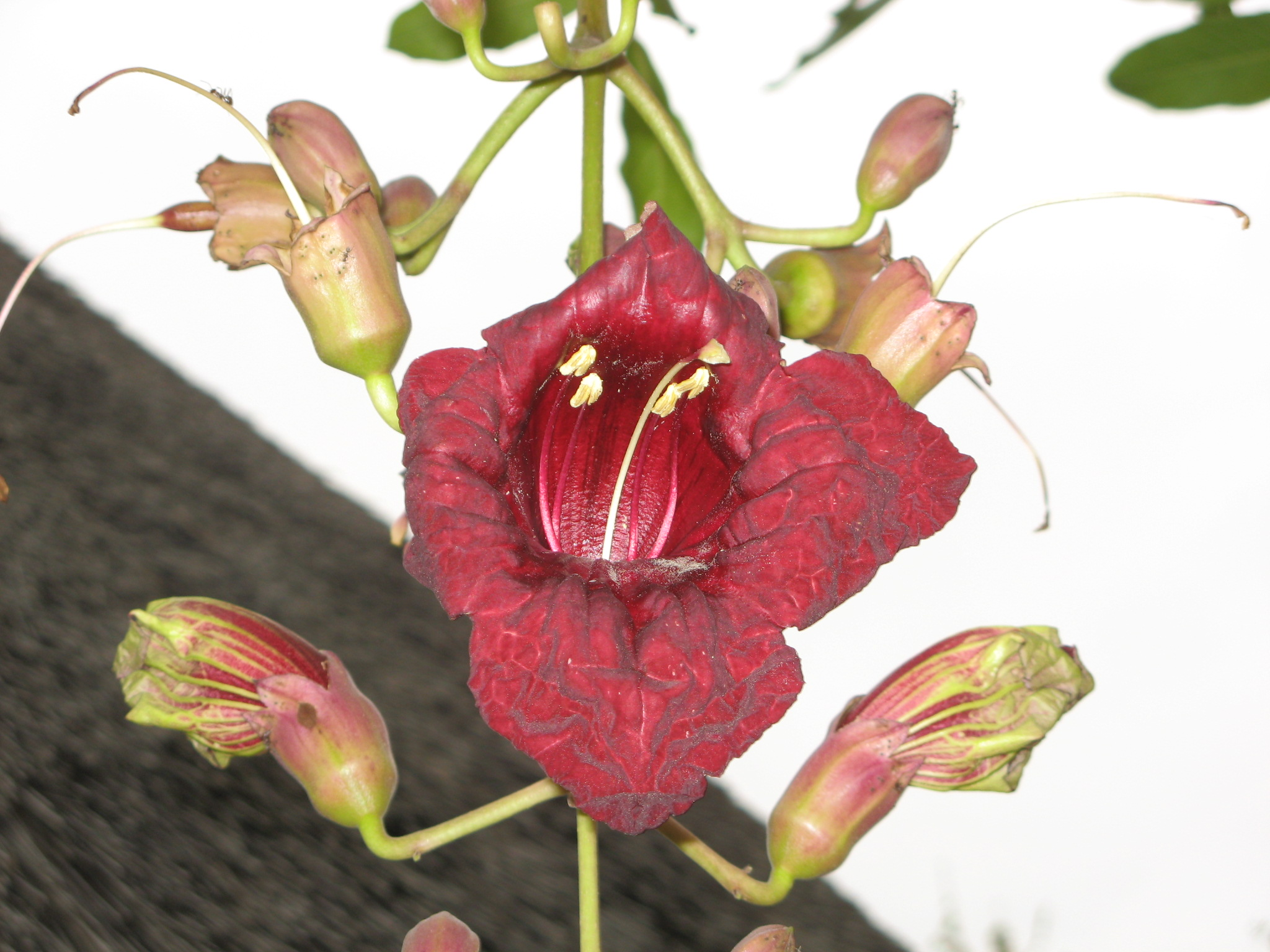
virágai
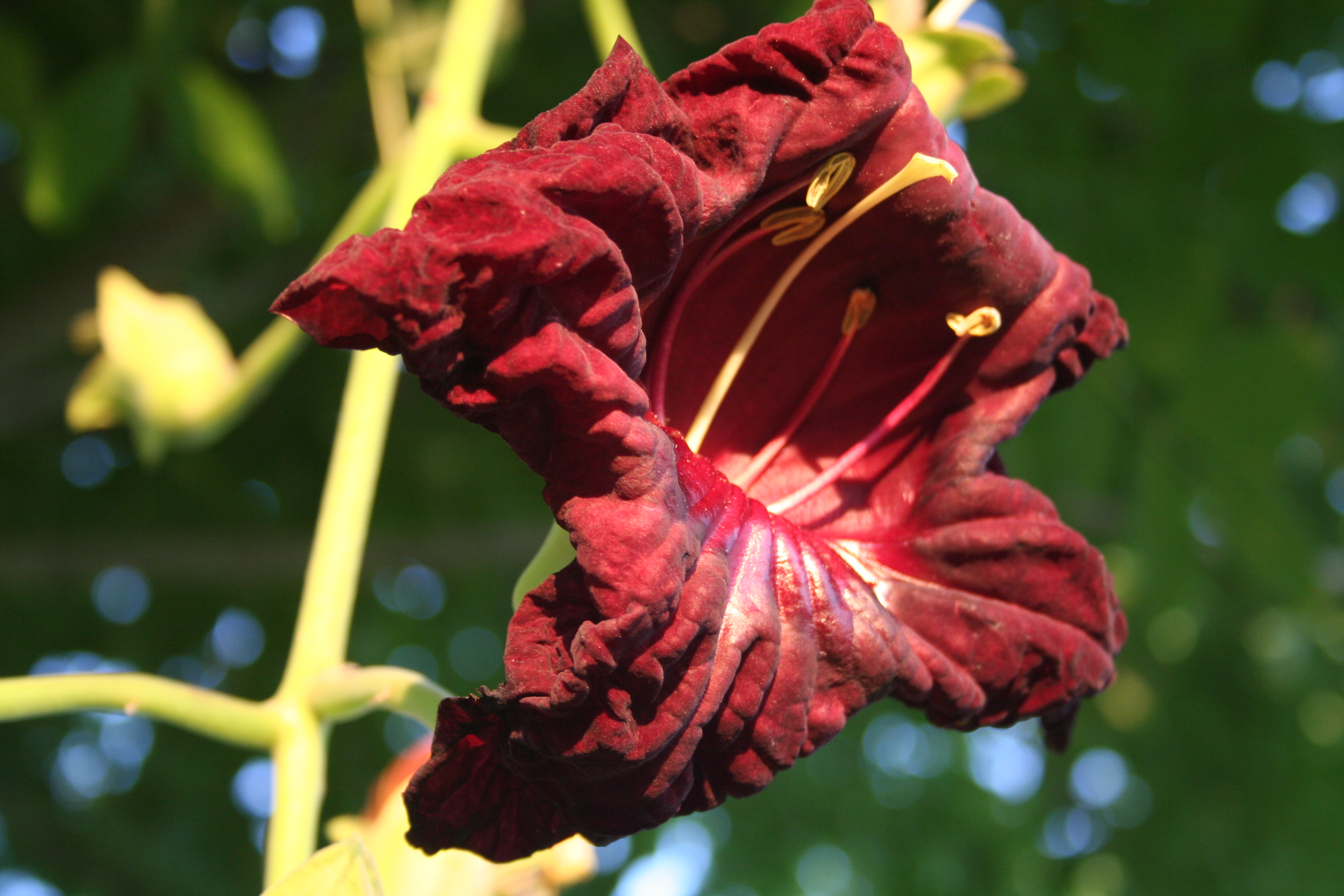
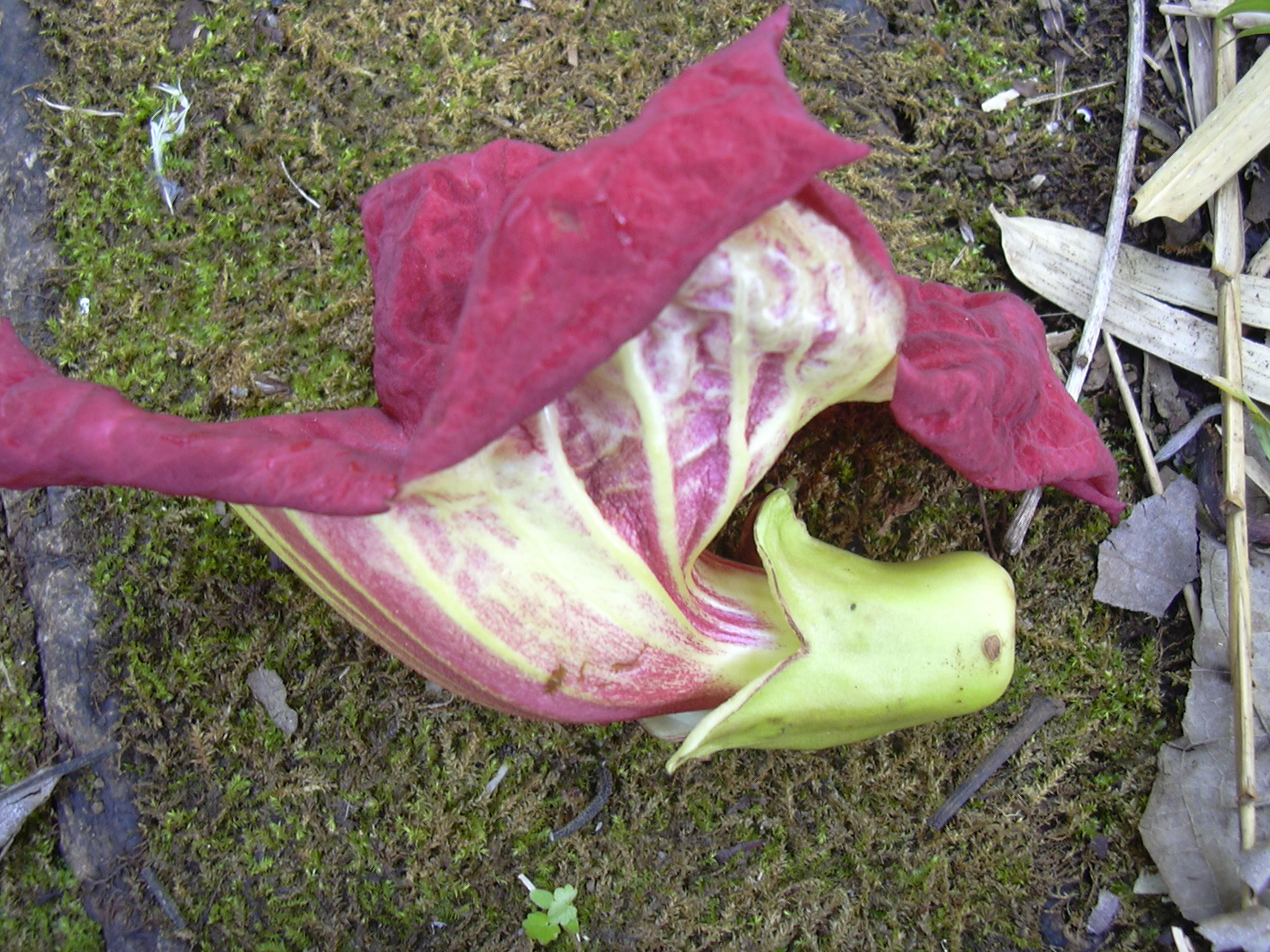
Virága leszedve és oldalról nézve
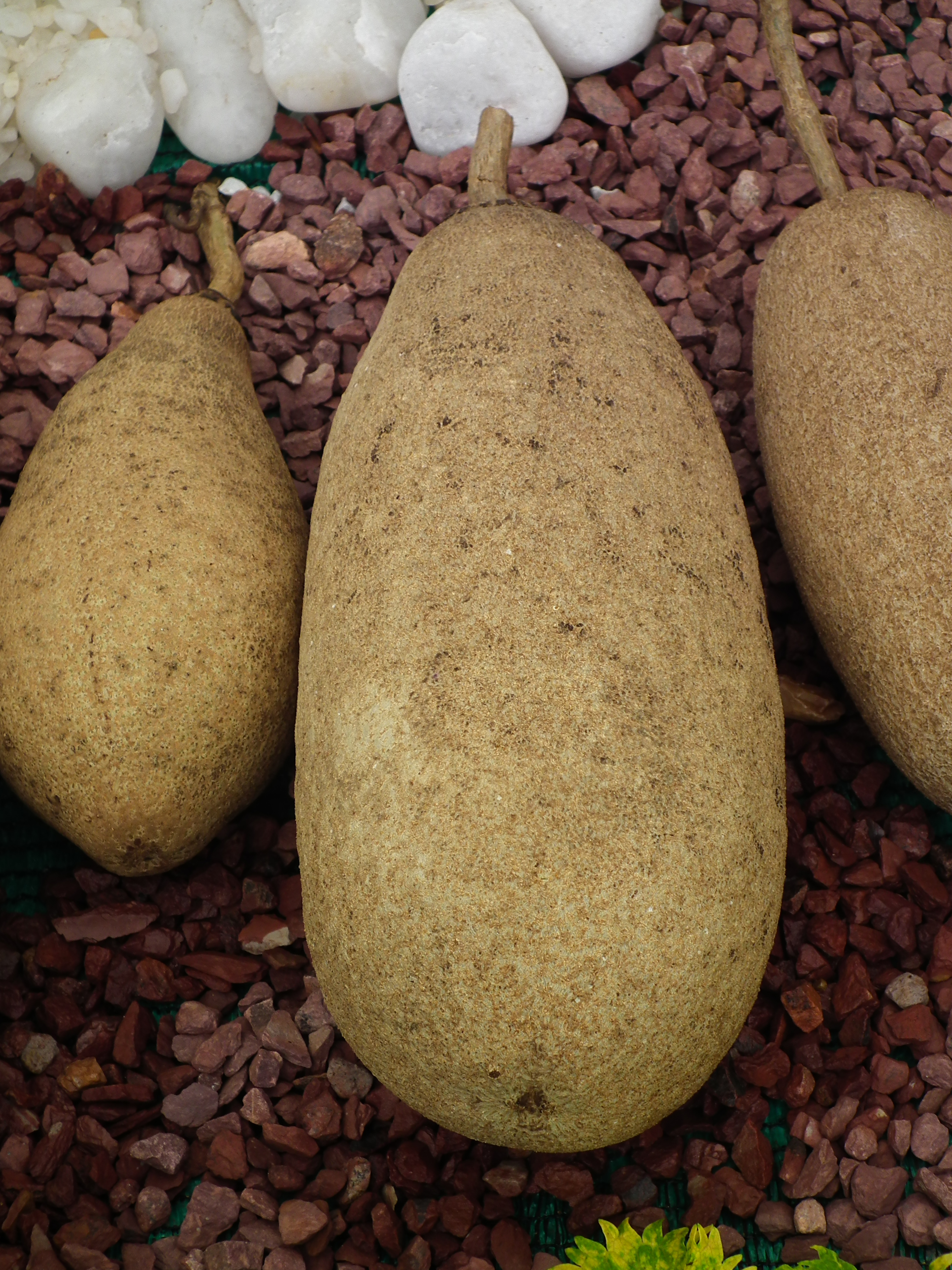
Termései
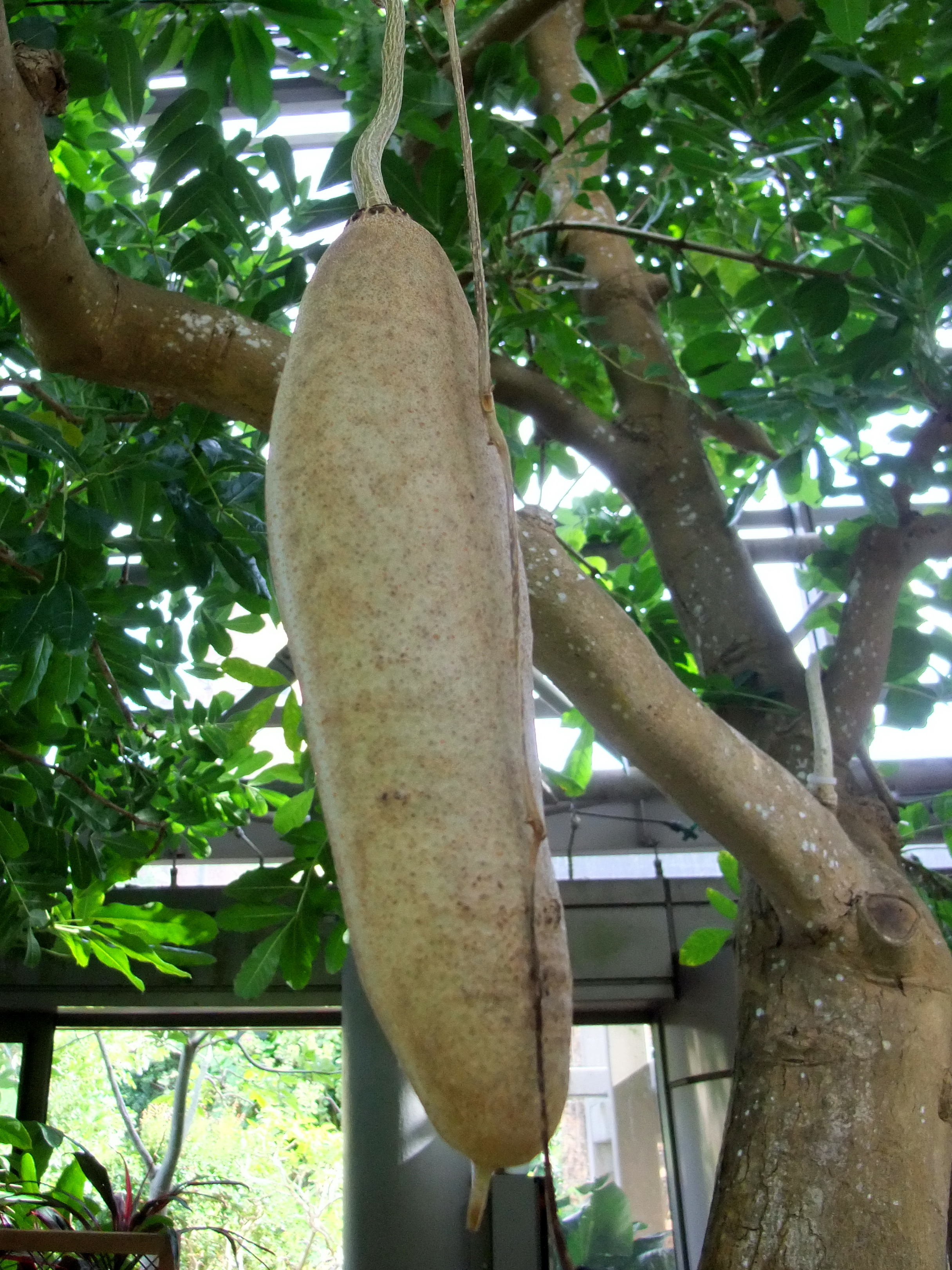
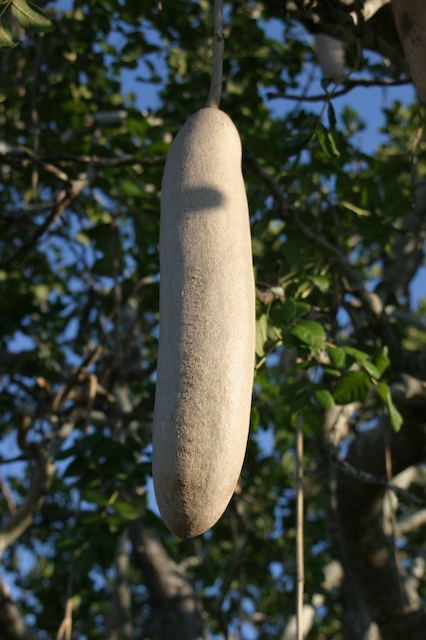
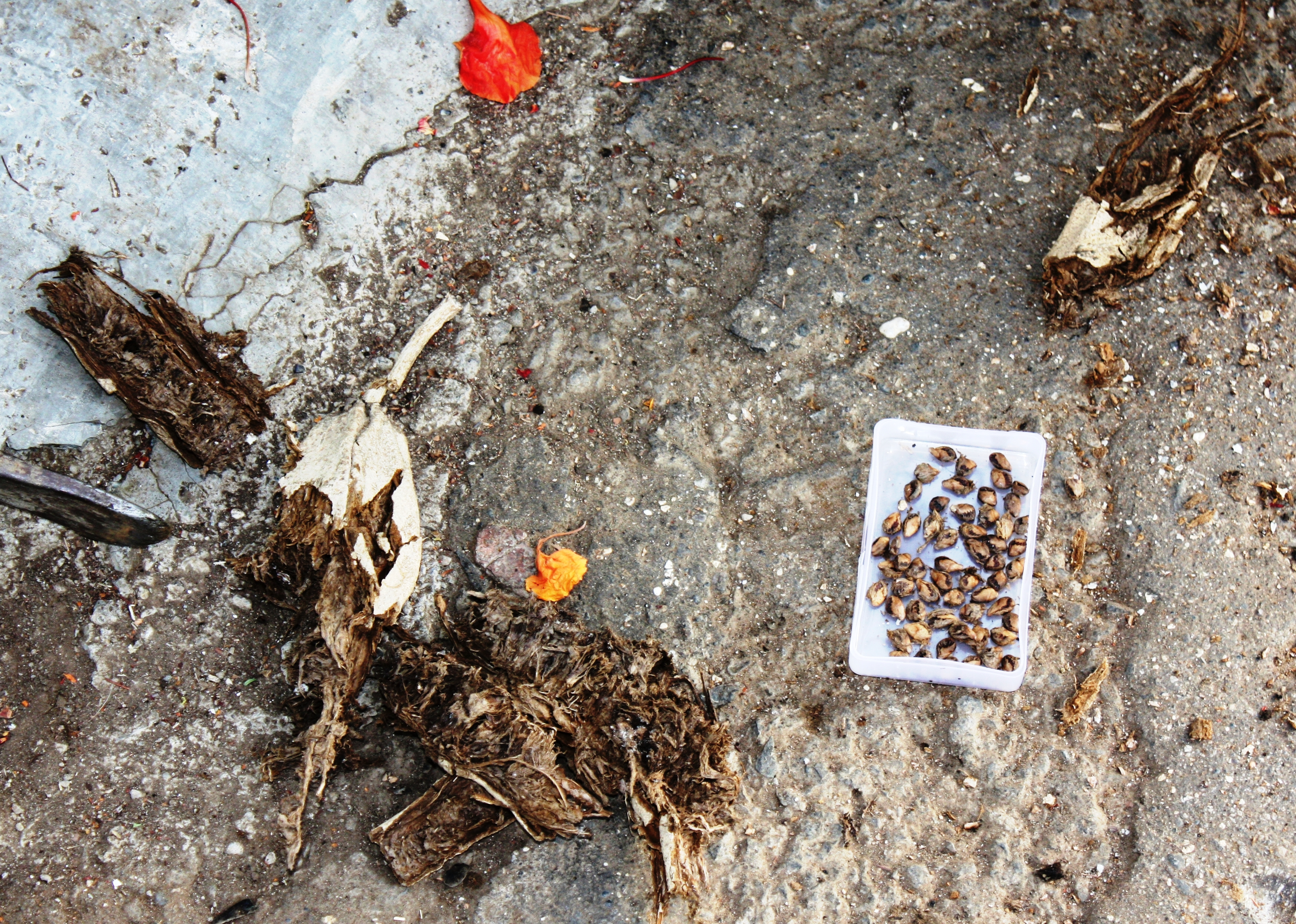
Magok
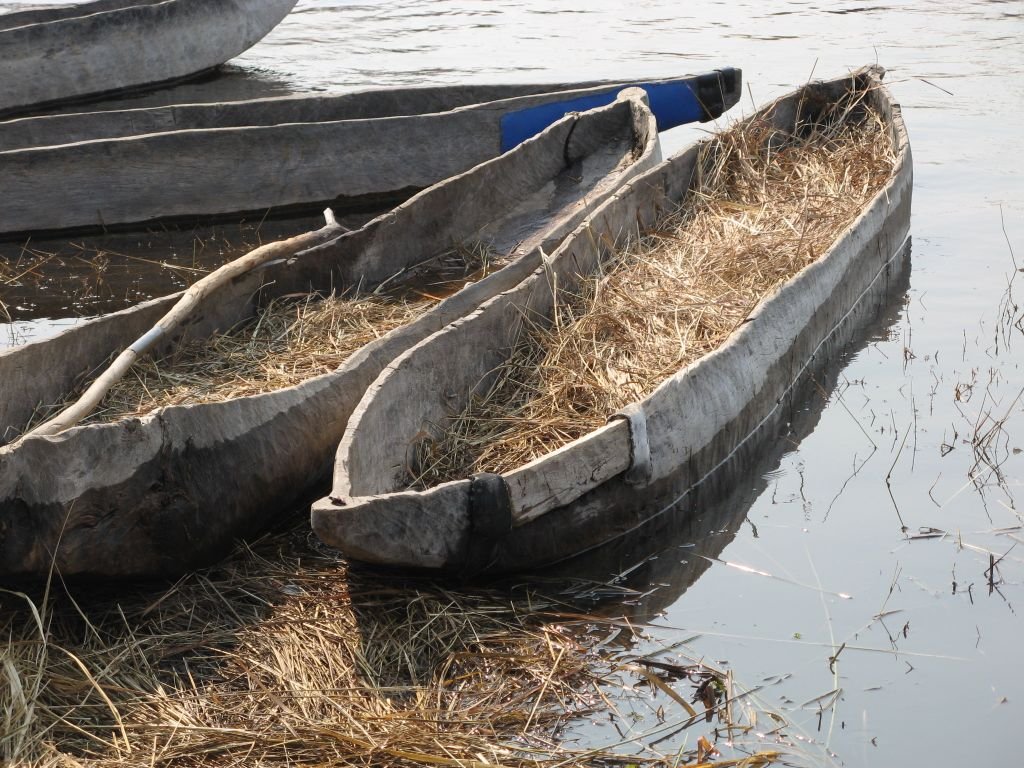
Csónakok a kolbászfák törzseiből
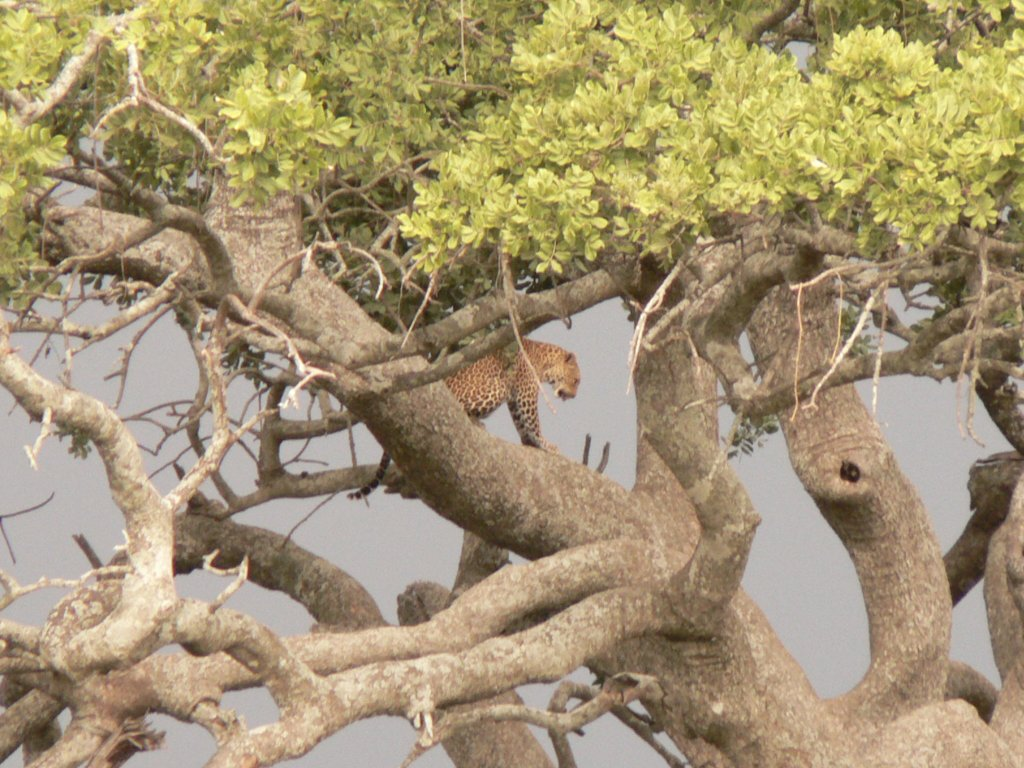
A hatalmas fáról messze lehet látni